# Sas bancaire
Un sas bancaire est initialement un système de sécurité à deux portes, permettant de filtrer les entrées dans une banque, avec des systèmes de contrôle d'accès. 

## Histoire
Dès 1968 en Allemagne mais principalement à la fin des années 1980, et avec les mutations du marketing bancaire qui font évoluer les agences vers plus d'automatisation, il devient un local tampon sécurisé, aménagé en « mur d'argent » pour fournir au public un accès confortable aux automates de gestion des comptes bancaires et particulièrement de fourniture de billets de banque,.  

## Description
En comparaison des terminaux placés en façade, souvent en limite de voie publique, le sas améliore les conditions de confort et de sécurité tant par la protection des usagers et du matériel des intempéries, que par un traitement optimisé des problèmes de sécurité des personnes et de leurs retraits d'argent. 
Outre les aspects techniques demandés pour sa mise en œuvre, son évolution, pour des questions de rentabilité, vers une zone d'accès en libre-service bancaire dans le cadre d'une gestion multi-canal a modifié profondément les usages de travail et métiers des salariés de la banque,. 
Mais l'aspect sécuritaire peut avoir des effets secondaires non désirés, comme l'interdiction d'ouverture du sas en fonction de l'aspect extérieur de personnes désireuses d'effectuer des transactions.